# 瑞士国旗
瑞士國旗是瑞士的国旗。瑞士国旗和梵蒂冈的国旗是全世界仅有的两面正方形國旗。
十三世紀（1273年）神聖羅馬帝國時代，哈布斯堡家族的鲁道夫一世被选举成为神圣罗马帝国皇帝，继位后的鲁道夫一世致力于扩大王权和家族势力，瑞士各个自由领的自主性受到严重的威胁，在哈布斯堡王朝的强大压力下，1291年8月，瑞士的三个谷地共同体：乌里、施维茨和翁特瓦尔登签订了三州同盟协定。這時候就已經決定使用紅底白十字的國旗。但是在成立聯邦時決定在紅底上畫上四個大小相同的十字架，後來在1889年又修改成今日的形式。
另一個說法說是說1848年，瑞士制定了新聯邦憲法，正式規定紅地白十字旗為瑞士聯邦國旗。白色象徵和平、公正和光明，紅色象徵著人民的勝利、幸福和熱情；國旗的整組圖案象徵國家的統一。這面國旗在1889曾作過修改，把原來的紅地白十字橫長方形改為正方形，象徵國家在外交上採取的公正和中立的政策。

## 國旗格式
| 顏色標準     | 紅        | 白          |
| ------------ | --------- | ----------- |
| Pantone      | 485       |             |
| 網頁顏色標準 | #DA291C   | #FFFFFF     |
| RGB          | 218-41-28 | 255-255-255 |

## 歷代國旗

旧瑞士邦联 1291年－1798年
赫爾維蒂共和國 1798年－1803年
赫爾維蒂共和國 1798年－1803年
瑞士聯邦 1803年至今
瑞士聯邦 1803年至今